# Gisela (frankisk prinsessa)
Gisela, född 781, död 808, var en frankisk prinsessa. Hon var dotter till kejsar Karl den store och Hildegard av Vinzgouw.
Liksom sina syskon växte hon upp i Aachen och fick en hög bildning av privatlärare. Alcuin kallade henne Delia. Hon ska ha intresserat sig särskilt för astronomi. 
Hon förblev ogift: Karl den store ville inte låta sina döttrar gifta sig, möjligen för att han betraktade eventuella svärsöner och dottersöner som potentiella politiska problem.